# Wavefront Technologies
Wavefront Technologies war ein 1984 gegründetes amerikanisches Unternehmen, das zu den Pionieren der Softwareentwicklung für Compositing und Computeranimation gehörte. Aber auch im analogen Filmbereich spielte Wavefront eine Rolle. Die Firma entwickelte unter anderem Spezialeffekte für die Fernsehserie Knight Rider und die NASA. 1995 wurde Wavefront zusammen mit der kanadischen Konkurrenz Alias Research vom Computerhersteller Silicon Graphics übernommen und als Marke Alias|Wavefront weitergeführt. Bei der Übernahme durch Autodesk fiel diese Bezeichnung weg. Heute ist nur noch das von Wavefront initiierte 3D-Computeranimationspaket Maya auf dem Markt. Maya ist eines der Standardprogramme für 3D-Animation und Spezialeffekte im Film und hat sein Entwicklerteam in Toronto.

## Geschichte
In den frühen 1980er Jahren boomten Science-Fiction-Filme. Um der starken Nachfrage nach groß aussehenden Raumschiffen und Sternexplosionen nachzukommen, gründeten Bill Kovacs, Mark Sylvester und Larry Barels 1984 Wavefront Technologies, wobei sich „Wavefront“ auf das Surf-Paradies von Santa Barbara bezog. Die ersten Aufträge erhielt die junge Firma für Werbespots. Zu den frühen Expertisen gehörte Motion Control, eine Technik, bei der man eine Kamerabewegung so programmiert, dass sie beliebig oft wiederholbar wird. So konnte man – noch mit analogem Film, also Celluloid – Szenen herstellen, die aus zwei oder mehr Quellen bestanden. Für diese Anwendungen gab es keine standardisierte Steuerungssoftware. Wavefront entwickelte eine solche.
Parallel zur Einführung von grafikstarken Computern der Firma Silicon Graphics Mitte der 1980er Jahre stieg der Bedarf nach Software, mit der man die realen Modelle und Effekte (etwa Feuer) digital herstellen konnte. Das Produkt, das Wavefront weit über Hollywood hinaus bekannt machte, war The Advanced Visualizer (TAV). Es gilt als eines der ersten professionellen 3D-Animationspakete mit Partikeleffekten.
1988 übernahm Wavefront von Robert Abel and Associates Abel Image Research und erhielt Zuschüsse der belgischen Regierung beim Aufbau einer Niederlassung in Gent. Das war der Grund, warum auch nach dem Zusammenschluss mit Alias der technische Support für die Software von Gent aus geschah. Wegen der guten Kontakte Abels zum japanischen Fernsehmarkt wurde Wavefront auch in Japan bekannt. Auch heute noch wird Maya nur in zwei Sprachen ausgeliefert, englisch und japanisch.
1993 folgte die Übernahme der französischen Konkurrenz Thomson Digital Images (TDI). TDI hatte eine Technik entwickelt, mit der sich Kurven im dreidimensionalen Raum relativ einfach beschreiben ließen, die NURBS. Auf NURBS-Kurven und Flächen beruhten zwei Jahrzehnte lang praktisch alle 3D-Filmfiguren wie zum Beispiel die Dinosaurier in Jurassic Park.
1995 übernahm Silicon Graphics die Firma, fusionierte die Marke mit der Konkurrenz Alias. In der Zeit entstand Maya, deren Grundideen in Santa Barbara entwickelt wurden, bevor der große Teil des Teams ins Alias-Büro nach Toronto zog.